# پایین‌شهر (بدخشان)
پایین‌شهر (به لاتین: Pa'in Shahr) یک منطقهٔ مسکونی در افغانستان است که در ولایت بدخشان واقع شده‌است.